# Шикаки, Симко
Симко́ Шикаки́ (курд. Simkoyê Şikakî; Сельмас, Персия, 1887 — Ошневие, Персия, 30 июня 1930), имя при рождении — Смаи́л-ага́ Шикаки́ (курд. Smayîl Axayê Şikak) — курдский политический деятель и революционер, вождь племени Шикаки, поднявший восстание против иранской власти в Курдистане.
Родился в известной курдской феодальной семье, владевшей замком Чихрик, расположенным рядом с рекой Барандуз в районе города Урмия на северо-западе Ирана. Бороться против иранской власти на курдских территориях стал с лета 1918 года. К 1920 году часть Иранского Азербайджана, расположенная к западу от озера Урмия, была фактически под его контролем. Известно, что он принимал участие в массовых убийствах ассирийцев в Хое и своими действиями спровоцировал резню со стороны ассирийцев против мусульман в Сельмасе.
С созданной и возглавленной им армией курдских крестьян, превращённой им в грозную боевую силу, он несколько раз одерживал крупные победы над иранской армией и захватил ряд городов в регионе. Несколько раз шахское правительство даже призывало его к началу переговоров о создании курдской автономии. К 1922 году он захватил ещё несколько иранских городов, но в том же году потерпел сокрушительное поражение в битве при Тадже и был вынужден бежать в Турцию. С помощью хитрой уловки был заманён в засаду иранскими войсками и убит 30 июня 1930 года.
Важность восстания Симко Шикаки, которое длилось почти 25 лет, заключается в том, что после Первой мировой войны оно освободило почти 50 % Восточного Курдистана от иранского правительства и выполняло свою работу в качестве курдского правителя. Эта работа (в которой Симко мог собрать все силы курдских кланов и племен) происходила в период, когда феодальный строй находился под игом помещиков во всем Курдистане.